# Ortrude de Schleswig-Holstein-Sonderbourg-Glücksbourg
Titres
Épouse du prétendant au trône de Hanovre
31 août 1953 – 6 février 1980
(26 ans, 5 mois et 5 jours)
Épouse du prétendant au trône de Brunswick
31 août 1953 – 6 février 1980
(26 ans, 5 mois et 6 jours)
La Princesse Ortrude de Schleswig-Holstein-Sonderburg-Glücksburg (en allemand : Ortrud Bertha Adelheid Hedwig Prinzessin zu Schleswig-Holstein-Sonderburg-Glücksburg), née à Flensbourg,en Allemagne, le 19 décembre 1925 et morte à Schulenburg le 6 février 1980, est une princesse de la maison de Schleswig-Holstein-Sonderburg-Glücksburg devenue par son mariage, en 1951, avec le prince Ernest Auguste de Hanovre, membre de la maison de Hanovre.

## Famille
Ortrud de Schleswig-Holstein-Sonderburg-Glücksburg est née le 19 décembre 1925 à Flensbourg, province du Schleswig-Holstein, Allemagne. Ses parents sont le prince Albert de Schleswig-Holstein-Sonderbourg-Glücksbourg (1863-1948) et sa deuxième épouse, la princesse Hertha d'Ysenburg-Büdingen (1883-1972), fille de Bruno, 3e prince d'Ysenburg-Büdingen,,,,,,.

## Mariage et descendance
Ortrud épouse civilement le prince Ernest Auguste de Hanovre le 31 août 1951 au château de Marienburg, Nordstemmen. Ils se marient religieusement le 4 septembre 1951 à Hanovre. Ernest Auguste et Ortrud ont six enfants, : 
- La princesse Marie Viktoria Luise Hertha Friederike de Hanovre (née en 1952); épouse le comte Michael von Hochberg ;
- Ernst August Albert Paul Otto Rupprecht Oskar Berthold Friedrich-Ferdinand Christian Ludwig, prince de Hanovre (né en 1954); épouse en premières noces Chantal Hochuli, puis épouse la princesse Caroline de Monaco ;
- Le prince Ludwig Rudolph Georg Wilhelm Philipp Friedrich Wolrad Maximilien de Hanovre (1955-1988) ; épouse la comtesse Isabelle von Thurn und Valsassina-Como-Vercelli (1962–1988) avec laquelle il a un fils, le prince Otto Heinrich de Hanovre. Ludwig s'est suicidé peu de temps après avoir découvert le corps de sa femme, décédée d'une overdose de drogue.
- La princesse Olga Sophie Charlotte Anna de Hanovre (née en 1958) ;
- La princesse Alexandra Irene Margaretha Elisabeth Bathildis de Hanovre (née en 1959) ; princesse titulaire de Linange par son mariage avec Andreas, 8e prince de Leiningen ;
- Le prince Heinrich Julius Christian Otto Friedrich Franz Anton Günther de Hanovre (né en 1961) ; épouse Thyra von Westernhagen et sont parents d'un fils, Albert, né en 1999 le jour du 138e anniversaire de la mort de son ancêtre, le prince consort du Royaume-Uni Albert de Saxe-Cobourg et Gotha.

Après la mort d'Ortrud en 1980, son mari, Ernest Auguste épouse la cousine d'Ortrud, la comtesse Monika zu Solms-Laubach, en 1981,. Ernest Auguste et Ortrud sont inhumés sur un bastion rond du château de Marienburg de Hanovre.

## Titres, styles et distinctions

### Titres et prédicats
Ce sont des prédicats et des titres traditionnels plutôt que légaux, parfois utilisés par courtoisie.
- 19 décembre 1925 - 31 août 1951 : Son Altesse[3] la princesse Ortrud de Schleswig-Holstein-Sonderburg-Glücksburg
- 31 août 1951 - 30 janvier 1953 : Son Altesse Royale la princesse Ortrud de Hanovre
- 30 janvier 1953 - 6 février 1980 : Son Altesse Royale  la princesse de Hanovre, duchesse de Brunswick.

### Distinctions
- Maison de Hanovre :  Chevalier Grand-Croix de l'ordre royal des Guelfes[9] ;
- Famille royale de Grèce :  Dame Grand-Croix de l'ordre des Saintes-Olga-et-Sophie.